# Hypochariessa ochrophara
Hypochariessa ochrophara là một loài bướm đêm trong họ Geometridae.